# سلسیوس (دهانه)
سلسیوس یک دهانه برخوردی در ماه‌ است.

## دهانه‌های اقماری
این دهانه ۵ دهانه اقماری دارد.
| Celsius | عرض جغرافیایی | طول جغرافیایی | قطر          |
| ------- | ------------- | ------------- | ------------ |
| A       | ۳۳.۰° S       | ۲۰.۵° E       | ۱۴.۰ کیلومتر |
| H       | ۳۳.۸° S       | ۲۰.۱° E       | ۶.۰ کیلومتر  |
| B       | ۳۴.۶° S       | ۱۹.۷° E       | ۶.۰ کیلومتر  |
| E       | ۳۲.۹° S       | ۲۰.۱° E       | ۱۱.۰ کیلومتر |
| D       | ۳۴.۷° S       | ۱۹.۱° E       | ۱۹.۰ کیلومتر |